# 42 Draconis
Pour les articles homonymes, voir Dragon et Fafnir.
Désignations
42 Draconis (en abrégé 42 Dra), aussi appelée Fafnir, est une étoile géante située dans la constellation du Dragon. Elle possède une planète : 42 Draconis b, aussi nommée Orbitar.
42 Draconis est située à près de ∼ 296 a.l. (∼ 90,8 pc) de la Terre et elle s'éloigne du Soleil à une vitesse radiale héliocentrique de +32 km/s. Il s'agit d'une géante rouge de type spectral K1.5IIIFe-1, la notation « Fe-1 » après sa classe de luminosité d'étoile géante « III » indiquant que son spectre montre une sous-abondance en fer.
L'étoile porte le nom Fafnir, issu de la mythologie scandinave, et désignant un nain changé en dragon.

## Curiosité
C'est l'étoile polaire boréale de la planète Vénus.